# 山下和輝
山下 和輝（やました かずてる、1968年8月6日 - ）は、大阪府大阪市出身の元プロ野球選手（外野手）。

## 来歴・人物
天理高時代は、中村良二（元近鉄、阪神）とともにパワーヒッターとし名を馳せた。2年生だった1985年には選抜大会に出場したが準々決勝でPL学園の桑田真澄に3打数無安打と抑えられチームも完封負けを喫した。翌1986年、4番打者として春夏連続で甲子園に出場し夏の選手権大会では優勝を経験した。また高校日本選抜でも4番打者を務めた。
高校卒業後の1987年、プリンスホテルに入社。1990年5月の日生球場のスコアボードに推定150メートルの本塁打をぶつけたこともある。社会人野球では通算10本塁打を記録した。
1992年のドラフト7位で阪神タイガースに入団。背番号は44が与えられ、同じ背番号44を着けていたランディ・バースにあやかり、「天下茶屋のバース」と呼ばれていた。
一年目は故障に苦しむが、ウエスタン・リーグでは1994年9月に月間MVPを受賞し、打率.320と主砲として活躍したが、1軍出場は僅か4試合にとどまり1996年に現役を引退した。
引退後は、大阪市西成区でお好み焼屋「気まま」を経営している。また2007年には大阪で開かれたCALPISこどもの日野球教室の講師を務めた。

## 詳細情報

### 年度別打撃成績
| 年 度     | 球 団     | 試 合 | 打 席 | 打 数 | 得 点 | 安 打 | 二 塁 打 | 三 塁 打 | 本 塁 打 | 塁 打 | 打 点 | 盗 塁 | 盗 塁 死 | 犠 打 | 犠 飛 | 四 球 | 敬 遠 | 死 球 | 三 振 | 併 殺 打 | 打 率 | 出 塁 率 | 長 打 率 | O P S |
| --------- | --------- | ----- | ----- | ----- | ----- | ----- | -------- | -------- | -------- | ----- | ----- | ----- | -------- | ----- | ----- | ----- | ----- | ----- | ----- | -------- | ----- | -------- | -------- | ----- |
| 1994      | 阪神      | 2     | 2     | 2     | 0     | 1     | 0        | 0        | 0        | 1     | 0     | 0     | 0        | 0     | 0     | 0     | 0     | 0     | 0     | 0        | .500  | .500     | .500     | 1.000 |
| 1995      | 阪神      | 2     | 4     | 3     | 0     | 0     | 0        | 0        | 0        | 0     | 0     | 0     | 0        | 0     | 0     | 1     | 0     | 0     | 0     | 0        | .000  | .250     | .000     | .250  |
| 通算：2年 | 通算：2年 | 4     | 6     | 5     | 0     | 1     | 0        | 0        | 0        | 1     | 0     | 0     | 0        | 0     | 0     | 1     | 0     | 0     | 0     | 0        | .200  | .333     | .200     | .533  |

### 記録
- 初出場：1994年9月15日、対横浜ベイスターズ23回戦（阪神甲子園球場）、5回裏に久保康生の代打として出場
- 初打席・初安打：同上、5回裏に有働克也から
- 初先発出場：1995年10月10日、対中日ドラゴンズ26回戦（ナゴヤ球場）、5番・一塁手として先発出場

### 背番号
- 44 （1993年 - 1996年）